# A197 (Russland)
Die A 197 ist eine russische Fernstraße in der Oblast Kaliningrad. Sie verläuft von Bolschakowo (Groß Skaisgirren, 1938–45: Kreuzingen) im Rajon Slawsk (Heinrichswalde) südwärts über Tschernjachowsk (Insterburg) bis Krylowo (Nordenburg) im Rajon Prawdinsk (Friedland (Ostpreußen)). Ihre Gesamtlänge beträgt 75 Kilometer.
Zwischen Korolenkowo (Oschkin, 1938–1946 Oschern) und Kamenka ((Groß) Pentlack) verläuft die A 197 mit der R 508 auf einer gemeinsamen Trasse.
Der Straßenabschnitt von Bolschakowo bis Tschernjachowsk verläuft auf der Trasse der ehemaligen Reichsstraße 137, während der Straßenabschnitt Tschernjachowsk bis Krylowo die Trasse der früheren Reichsstraße 139 befährt.

## Verlauf
Oblast Kaliningrad:
Rajon Slawsk (Heinrichswalde):
- 00 km – Bolschakowo (Groß Skaisgirren, 1938–46: Kreuzingen) (→ A 190 und A 216 / Europastraße 77)
- 06 km – Pridoroschnoje (Groß Asznaggern, 1936–46: Grenzberg)

Rajon Tschernjachowsk (Insterburg):
- 13 km – Kalinowka (Aulowönen, 1938–46: Aulenbach)
- 19 km – Lipowka (Schacken, 1938–46: Schackenau)
- 28 km – Perelesnoje (Pagelienen)
- 32 km – Majowka (Georgenburg)

~ Instrutsch (Inster) ~
- 34 km – Tschernjachowsk (Insterburg) (→ A 229 / Europastraße 28)

~ Angrapa (Angerapp) ~
X Bahnstrecke Kaliningrad – Nesterow (→ Litauen) der Russischen Eisenbahn (ehemals Preußische Ostbahn) X
- 44 km – Telmanowo (Didlacken, 1938–46: Dittlacken)
- 48 km – Swoboda (Jänischken, 1938–46: Jänichen)

~ Jutschinka (Schwalbe) ~
- 53 km – Wolodarowka (Jodlauken, 1938–46: Schwalbental)

Rajon Osjorsk (Darkehmen, 1938–46 Angerapp)
- 58 km – Sadowoje (Szallgirren/Schallgirren, 1938–46 Kreuzhausen)

Rajon Prawdinsk (Friedland (Ostpreußen)):
- 64 km – Belkino (Abelischken, 1938–46: Ilmenhorst)
- 66 km – Korolenkowo (Oschkin, 1938–46 Oschern)
- 68 km – Ostrowki (Trotczin, 1938–46 Trotzenau)
- 72 km – Kamenka ((Groß) Pentlack)
- 74 km – Nekrassowka (Nordenthal)
- 75 km – Krylowo (Nordenburg) (→ A 196)